# Call It What You Want
Call It What You Want è un singolo del gruppo musicale statunitense Foster the People, pubblicato nel 2011 ed estratto dall'album di debutto Torches.

## Tracce
- Album version

1. Call It What You Want – 4:01

- Download digitale (UK)

1. Call It What You Want (Ocelot Remix) – 6:03
2. Call It What You Want (Andy Caldwell Remix) – 6:00
3. Call It What You Want (Planet of Sound Remix) – 6:26
4. Call It What You Want (Subsource Remix) – 5:09
5. Call It What You Want (Karmatronic Remix Club Edit) – 6:07
6. Call It What You Want (Treasure Fingers Pre-Party Remix Radio Edit) – 3:42

## Formazione
- Mark Foster - voce, sintetizzatore, piano
- Cubbie Fink - basso, cori
- Mark Pontius - batteria, cori
- Paul Epworth - percussioni, tastiere